# رید هافمن
رید هافمن (انگلیسی: Reid Hoffman؛ زادهٔ ۵ اوت ۱۹۶۷) کارآفرین، سرمایه‌گذار، نویسنده، بازرگان و مدیر ارشد اجرایی آمریکایی است، که در سال ۲۰۰۲ شرکت لینکدین را تأسیس نمود. وی هم‌اکنون به عنوان رئیس هیئت مدیره شرکت لینکدین فعالیت می‌کند.
هافمن به عنوان ۵۱ امین ثروتمند در عرصهٔ تکنولوژی در سال ۲۰۱۵، ۳۴۱ امین میلیاردر جهان در سال ۲۰۱۵ و ۶۵ امین فرد قدرتمند در سال ۲۰۱۳ شناخته شده‌است. رید هافمن فعالیت حرفه‌ای خود را در سال ۱۹۹۴ و با عنوان مدیر محصول شرکت اپل آغاز کرد و بعد از آن به عنوان عضو هیئت مدیره و معاون رئیس شرکت پی‌پل فعالیت کرده‌است. او در سال ۲۰۰۳ لینکدین را به عنوان یک سرویس شبکهٔ اجتماعی که دارای بیش از ۴۰۰ میلیون عضو در بیش از ۲۰۰ کشور است، تأسیس کرد.

## بیوگرافی مؤسس لینکدین و تحصیلات وی
رید هافمن در پالو آلتو، کالیفرنیا، به دنیا آمد و در کانون خانواده در شهر برکلی بزرگ شد. وی تحصیلات مقطع ابتدایی تا دبیرستان را در مدارس دولتی در برکلی گذراند. پدر و مادر هافمن معتقد بودند که یادگیری او در کلاس‌های کوچکتر و نزدیک به خانه بهتر خواهد بود و بنابراین تصمیم گرفتند او را در یک دبیرستان خصوصی نزدیک به محل سکونت خود ثبت نام کنند. اشتیاق او برای استقلال و زندگی دور از خانه، والدینش را متقاعد کرد که او را به مدرسه Putney در ورمونت بفرستند. تأکید اکید مدرسهٔ Putney بر روی کسب تجارب گوناگون در زمینه‌های مختلف به او فرصتی داد تا مهارت‌های متفاوتی از هنر گرفته تا کارهای کشاورزی را تجربه کند. پس از گذراندن دورهٔ دبیرستان تصمیم گرفت به کالیفرنیا بازگردد و در دانشگاه استنفورد شرکت کند.

برنامهٔ «آموزش و پرورش لیبرال» استنفورد، علاقهٔ هافمن را در زمینهٔ فلسفه تشخیص داد، اما طیف وسیع رشته‌های مورد علاقهٔ هافمن تصمیم‌گیری او را برای انتخاب یک رشته سخت کرده بود، از این رو از یک مشاور دلسوز کمک گرفت. پس از اینکه وی لیست تمام زمینه‌هایی را که علاقه‌مند بود ذکر کرد، سرانجام تصمیم گرفت تحصیلات مقطع کارشناسی را در رشتهٔ Symbolic Systems بگذراند؛ این رشته شامل فلسفه، زبانشناسی، روانشناسی، منطق ریاضی و علوم کامپیوتر می‌باشد. هافمن در سال ۱۹۹۰ در مقطع کارشناسی رشتهٔ Symbolic Systems و Cognitive Science از دانشگاه استنفورد فارغ‌التحصیل شد و در بورس تحصیلی مارشال (Marshall Scholarship) به منظور تحصیل در دانشگاه آکسفورد برنده شد. هافمن در سال ۱۹۹۳ تحصیلات مقطع کارشناسی ارشد را در رشتهٔ فلسفه از کالج ولفسون (Wilfson College) دانشگاه آکسفورد به اتمام رساند.

## مشاغل و پیشه‌ها
هافمن آرزو داشت به عنوان نویسنده یا استاد و روشنفکر عمومی شناخته شود و بدین وسیله روی جامعهٔ اطراف خود تأثیر بگذارد اما به گفتهٔ خود او پس از گذراندن تحصیلاتش به این نتیجه رسید که با نویسندگی و این عناوین تنها بر روی عدهٔ کمی از جامعه می‌تواند تأثیر بگذارد و این نمی‌تواند ذوق درونی او را پاسخگو باشد؛ در همین حال به دنبال راهی برای تأثیر خیلی بیشتر بر روی جامعهٔ اطراف خود بود. او به یک کار موقت در بخش Usre Experience اپل کامپیوتر و به عنوان مدیر محصول تازه‌وارد مشغول شد. در همین حال در اپل بر روی eWorld مشغول به کار شد. این شبکه به عنوان اولین تلاش او در راستای ایجاد یک شبکهٔ اجتماعی بود. اگرچه این پروژه به یک شرکت منسجم و پایدار منجر نشد، اما هافمن معتقد بود که با استقرار قدرتمند اینترنت در آینده می‌تواند برای ترویج روابط انسانی در شبکه‌های اجتماعی رؤیای دیرینهٔ خود را به واقعیت تبدیل کند.
هنگامی که هافمن eWorld را در سال ۱۹۹۶ به AOL فروخت، اپل متوجه برتری این شبکه شد. هافمن در همان سال اپل را ترک کرد و به تلاش خود در این صنعت جدید تکنولوژی در فوجیتسو (Fujitsu) ادامه داد. با وجود اینکه هافمن به خوبی می‌دانست که موفقیت وی در اولین سرمایه‌گذاری ناچیز بود؛ اما تصمیم گرفت که شرکت خود را هرچه سریعتر راه اندازی کند؛ در سال ۱۹۹۷ که کمتر از ۳ سال بود که به صنعت تکنولوژی وارد شده بود، فوجیتسو را ترک کرد و اولین شرکت خود به نام سوشال نت دات کام (SocialNet.com) را تأسیس کرد. در ابتدا او می‌پنداشت که کار خود را به عنوان سرویس دوستیابی مبتنی بر اینترنت شروع کند که در واقع ریسک زیادی دارد، اما خیلی زود به این فکر افتاد که این تکنولوژی جدید می‌تواند برای ساخت انواع روابط انسانی از جمله کسب و کار به کار گرفته شود. در همان زمان دوست استنفوردی هافمن به نام پیتر تیل به او پیشنهاد کرد که به هیئت مدیرهٔ استارتاپی که راه اندازی کرده‌است، بییوندد. شرکت تیل که بر روی پردازش معاملات اینترنتی متمرکز شده بود، به نام پی پال (PayPal) شناخته شد.
تجربهٔ هافمن در سوشال نت باعث شد که بتواند به تیل کمک کند. تا اینکه در سال ۲۰۰۰ هافمن به این نتیجه رسید که سوشال نت نمی‌تواند او را به آرزوهایی که در سر دارد برساند و از طرفی برای کار در پی پال هم به توجه کامل او نیاز است؛ بنابراین سوشال نت را با بازگرداندن تمام سرمایهٔ اصلی به سرمایه‌گذاران خود ترک کرد و به عنوان جانشین مدیر اجرایی و مدیر ارشد عملیاتی پی پل یه صورت تمام وقت در این شرکت کار کرد. هافمن در پی پال مسئول روابط خارجی از جمله پرداخت‌های زیرساختی (ویزا، مسترکارت، ACH و WellsFargo)، توسعهٔ کسب و کار (ای بی، Intuit و …) شد.

در سال ۲۰۰۲ پی پال توسط ای بی به قیمت ۱٫۵ میلیارد دلار خریداری شد. سهم هافمن از فروش پی پال به او این امکان را داد تا بتواند روی ایدهٔ خود سرمایه‌گذاری کند. وی با کسب تجارب فراوان در سوشال نت و پی پال دریافت که هویت حرفه‌ای در محیط آنلاین اهمیت دارد و هم‌اکنون برای آزمایش این ایده در دومین استارتاپ خود آمادگی لازم را دارد. بدین ترتیب یک ماه بعد در همان سال ۲۰۰۲ در حالی که در اتاق نشیمن نشسته بود، لینکدین (LinkedIn) را ایجاد کرد و سایت آن در ماه مه سال ۲۰۰۳ به صورت رسمی افتتاح گردید. آخر همان ماه تعداد کل اعضای لینکدین به ۴۵۰۰ نفر رسید ولی خیلی زود این شبکهٔ اجتماعی به بزرگترین شبکهٔ اجتماعی متمرکز بر کسب و کار در وب تبدیل شد. پیتر تیل و کیت رابویس از همکاران هافمن در پی پال بر روی لینکدین سرمایه‌گذاری کردند. در واقع این شبکهٔ اجتماعی به کاربران این امکان را می‌دهد که برای ایجاد پروفایل حرفه‌ای و تعامل با دیگر افراد حرفه‌ای ثبت نام کنند. کاربران می‌توانند با هرکسی (چه کاربر چه سایت) تعامل حرفه‌ای داشته باشند. به گفتهٔ فوربس «لینکدین، ابزاری فوق‌العاده و در عین حال به صرفه برای آن دسته از افرادی است که به دنبال شغل و کسب و کار حرفه‌ای هستند.»

هافمن در همین حال که لینکدین در حال توسعه بود، به فکر پیشبرد سرمایه‌گذاری خود برای اولین بار در فیسبوک بود؛ کاری که پیشتر از آن برای سایت شبکهٔ مصرفی Friendster انجام داده بود. هافمن با برنامهٔ فیسبوک تحت تأثیر قرار گرفت و برای یک سرمایه‌گذاری فوق‌العاده به توافق رسید، اما کمی بعد احساس کرد که داشتن موقعیتی برجسته در فیسبوک با نقش رهبری او در لینکدین در تضاد است و به همین ترتیب بود که بنیانگذار فیسبوک، مارک زاکربرگ، را به دوست خود پیتر تیل معرفی کرد و او برای سرمایه‌گذاری اولیه و بزرگ ۵۰۰ هزار دلاری بر روی این شبکه موافقت کرد.

هافمن این را گرانترین تصمیم زندگی کاری خود نامید، اما با سرمایه‌گذاری کوچکتر در فیسبوک و همچنین سرمایه‌گذاری‌های دیگر خود توانست ثروت قابل توجهی به دست آورد. سرمایه‌گذاری‌های فعلی هافمن شامل Airbnb , One King Lane, Swipely, Viki, Coupons.com, Edmodo, Wrapp, TrialPay, Xapo و Talko می‌باشد. سرمایه‌گذاری‌های سابق این سرمایه‌گذار عبارتند از: ۳DSolve, Flickr, Digg, shopkick, SixApart, Wikia, Permuto, thesixtyone, Tagged, IronPort, Ping.fm, Nanosolar, Care.com, Knewton, Kongrerate, Last.fm, Technetto, Vendio و VigLink. هافمن از ماه مارس سال ۲۰۰۸ تا ماه ژوئن سال ۲۰۱۴ در هیئت مدیرهٔ Zynga و از ابتدای تأسیس shopkick در ماه ژوئیه ۲۰۰۹ تا ماه اکتبر ۲۰۱۴ که توسط SK Telecom خریداری شد، در هیئت مدیرهٔ آن خدمت کرد.

او در سال ۲۰۱۰ به گروه سرمایه‌گذاری Greylock Partners پیوست. حوزه‌هایی که هافمن در Greylock برای سرمایه‌گذاری متمرکز شده عبارتند از نرم‌افزار اقتصادی، اینترنت مصرفی، تشکیلات اقتصادی ۲، موبایل، بازی‌های اجتماعی، بازارهای آنلاین، سرویس‌های پرداختی و شبکه‌های اجتماعی.
پس از ارائهٔ اولیه سهام در سال ۲۰۱۱، ثروت شخصی هافمن به قیمت ۲٫۳۴ میلیارد دلار ارزش‌گذاری شد. در سال ۲۰۱۴ دارایی خالص هافمن بیش از ۴٫۵ میلیارد دلار محاسبه شد. در آن زمان تخمین زده بودند که در هر ۲ ثانیه یک نفر به لینکدین اضافه می‌شود. در همان سال لینکدین با بیش از ۳۰۰ میلیون کاربر و در بیش از ۲۰۰ کشور و منطقه، به عنوان بزرگترین شبکهٔ حرفه‌ای جهان بر روی اینترنت عمل کرد و از آن زمان به سیر صعودی خود ادامه داده‌است.

رید هافمن در ۴ سال اول راه اندازی این شرکت به عنوان مدیر عامل لینکدین بود همچنین به عنوان هیئت مدیرهٔ این شرکت به خدمت خود ادامه داد. مدیر عامل کنونی لینکدین جف وینر می‌باشد. علاوه بر اینکه هافمن عضو هیئت مدیرهٔ بنیاد موزیلا (Mozilla Foundation) و سازمان‌های غیرانتفاعی متعدد هم هست، بنیانگذار FWD.us (گروه‌های خاصی برای اصلاح قانون مهاجرت و بهبود آموزش و پرورش آمریکا) می‌باشد.

از کارهای جانبی هافمن می‌توان به نویسندگی و تدریس اشاره کرد. هافمن در کنفرانس XPrize Foundation و کنفرانس TED در لانگ بیچ در سال ۲۰۱۲ سخنرانی کرده‌است. او در دانشگاه‌های آکسفورد، استنفورد، هاروارد و آزمایشگاه رسانه‌ای ام آی تی و … تدریس کرده‌است. هافمن با همکاری Ben Casnocha کتاب The Start-Up of You را در ۱۴ فوریه ۲۰۱۲ منتشر کرد. در سپتامبر سال ۲۰۱۲ بیش از ۱۰۰ هزار نسخه از این کتاب فروخته شد و به یکی از پر فروش‌ترین کتاب‌های نیویورک تایمز و وال استریت ژورنال تبدیل شد. هافمن کتاب دیگری به نام The Alliance را با همکاری Ben Casnocha و Chris Yeh نوشت که در ۸ ژوئیه ۲۰۱۴ در ایالات متحده منتشر شد.